# Le Pin des Landes
Le Pin des Landes est un poème de Théophile Gautier issu du recueil España, paru en 1890. 
Le poète parnassien y raconte sa traversée des landes de Gascogne et l'exploitation du pin maritime.